# Дженніфер Скрін
Дженні Скрін (англ. Jenni Screen, 26 лютого 1982) — австралійська баскетболістка, олімпійська медалістка.

## Виступи на Олімпіадах
| Олімпіада   | Дисципліна | Місце |
| ----------- | ---------- | ----- |
| Пекін 2008  | баскетбол  | 2     |
| Лондон 2012 | баскетбол  | 3     |